# Amtsgericht Ratingen

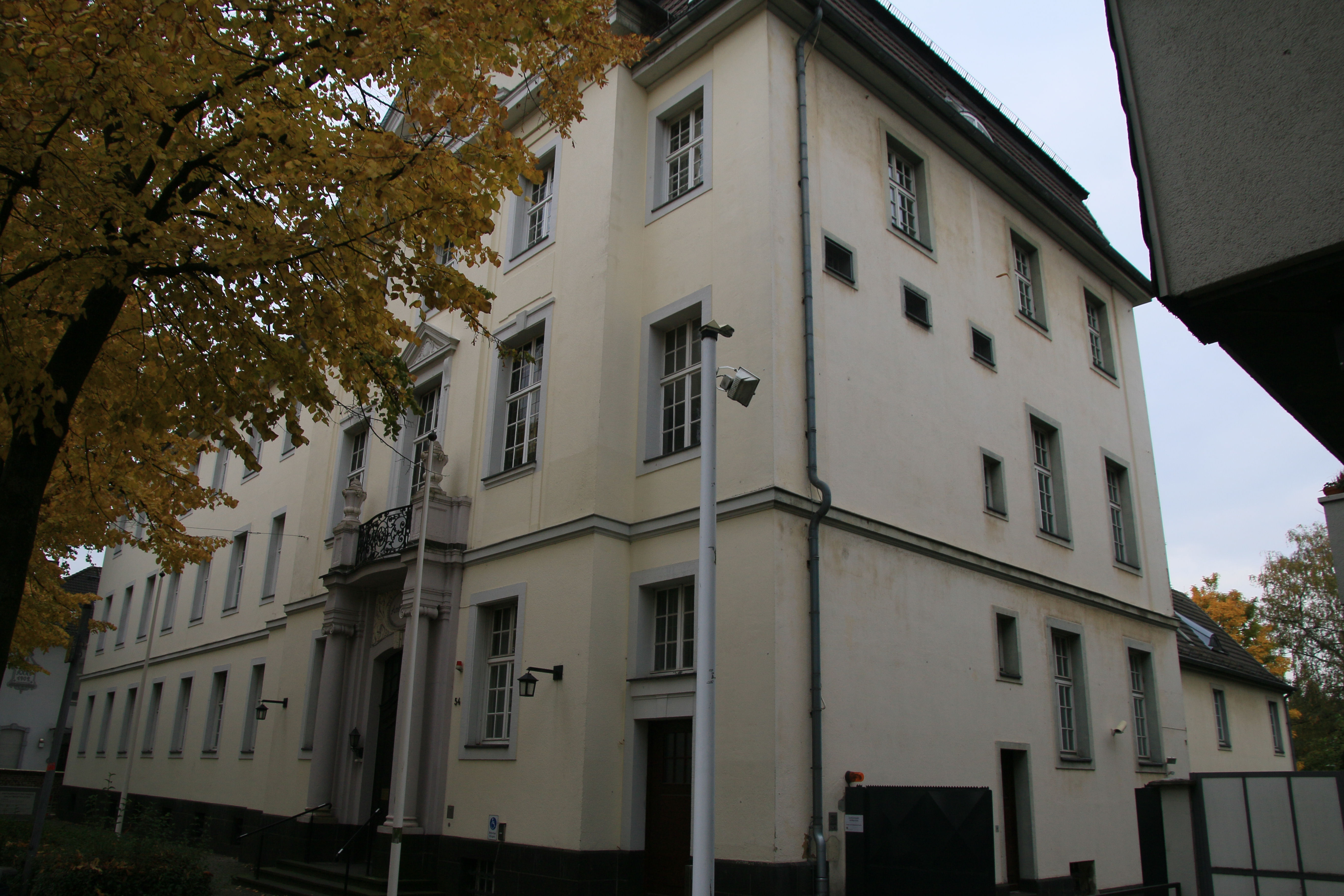
Amtsgericht Ratingen

Das Amtsgericht Ratingen ist ein Gericht der ordentlichen Gerichtsbarkeit und eines von vier Amtsgerichten im Bezirk des Landgerichts Düsseldorf.

## Gerichtssitz und -bezirk
Sitz des Gerichts ist Ratingen in Nordrhein-Westfalen. Der Gerichtsbezirk umfasst die Gemeinde Ratingen.

## Über- und nachgeordnete Gerichte
Dem Amtsgericht Ratingen ist das Landgericht Düsseldorf übergeordnet. Zuständiges Oberlandesgericht ist das Oberlandesgericht Düsseldorf.

## Geschichte
Mit der Neuordnung der Gerichtsorganisation im Großherzogtum Berg wurde Ende 1811 das Friedensgericht Ratingen als Gericht erster Instanz eingerichtet. Es war dem Tribunal erster Instanz Düsseldorf nachgeordnet. Preußen übernahm 1814 die bergischen Gerichte. Die bisherigen Friedensgerichte blieben bestehen, die Tribunale 1. Instanz wurden in Kreisgerichte umbenannt. Das Friedensgericht Ratingen war nun dem Kreisgericht Düsseldorf zugeordnet. 1820 wurde die Gerichtsorganisation geändert. Die Kreisgerichte wurden nun zu Landgerichten. Das Friedensgericht Ratingen wurde dem Landgericht Düsseldorf nachgeordnet. Im Rahmen der Reichsjustizgesetze erfolgte 1879 die Umwandlung in das Amtsgericht Ratingen.